# Стернина, Вера Ефимовна
Вера Ефимовна Стернина (род. 15 декабря 1946) — советская и российская шахматистка, мастер спорта СССР по шахматам (1973), международный мастер ИКЧФ (1991). В составе команды Москвы бронзовый призёр первенства СССР между командами союзных республик по шахматам (1962).

## Биография
Воспитанница тренера А. И. Хасина. Два раза победила на чемпионатах СССР по шахматам среди девушек (1959, 1965). Побеждала на чемпионатах Москвы по шахматам среди женщин (1973) и на чемпионате ЦС ДСО «Спартак» по шахматам среди женщин (1977). 
Два раза участвовала в финалах чемпионатов СССР по шахматам среди женщин (1973/1974, 1978), в которых лучший результат показала в 1974 году, когда поделила 13—15-e место.
Представляла команду Москвы в первенстве СССР между командами союзных республик по шахматам в 1962 году и завоевала третье место в командном зачёте. Два раза представляла команду «Спартак» в розыгрыше командного Кубка СССР по шахматам (1976—1978).
Окончила факультет электрификации и автоматизации промышленности и транспорта МЭИ. Многие годы работала в Центральном шахматном клубе (1981—1993), где занималась информационной шахматной подготовкой советских гроссмейстеров для соревнований ФИДЕ.